# Stefan Ströbitzer
Stefan Ströbitzer (* 26. Februar 1966 in St. Pölten) ist ein ehemaliger Journalist.

## Leben
Stefan Ströbitzer ist der Sohn von Hans Ströbitzer, Chefredakteur der Niederösterreichischen Nachrichten. Stefan Ströbitzer studierte in Wien Rechtswissenschaft und absolvierte sein Gerichtspraxisjahr im Gerichtssprengel Wien. Seine journalistische Laufbahn begann er bei den Niederösterreichische Nachrichten, wo er im Landespolitikressort und in der Schlussredaktion für die St. Pöltner Regionalausgabe tätig war.
Von 1994 bis 1997 war er freier Mitarbeiter des ORF-Landesstudio Wien, wo er zuletzt als Chef vom Dienst für die Sendung Wien heute verantwortlich war. 1997 wechselte er in die Wortredaktion von Ö3, wo er für die journalistischen Elemente aller Sendungen, u. a. Frühstück bei mir und Ö3-Wecker, zuständig war. 1999 wurde er Chef der Informationssendungen (Info- und Wortchef) des Radiosenders, 2002 übernahm er zusätzlich die Verkehrsredaktion und die Koordination der Wetterredakteure. Im Jänner 2007 wechselte er im Rahmen der ORF-Programmreform als Reformbeauftragter für die Zeit im Bild zum Fernsehen, im selben Jahr wurde er Chef der ORF 2-Informationssendungen, darüber hinaus stellvertretender Chefredakteur und zeichnete als solcher für die „Zeit im Bild“ verantwortlich. Am 2. September 2010 ernannte ihn Generaldirektor Alexander Wrabetz zum Chefredakteur aller ORF-Hörfunksender. Ab 2012 leitete er die Fernsehprogrammentwicklung des ORF und war Stellvertreter von Programmdirektorin Kathrin Zechner, bis er sich im September 2018 selbständig machte.